# 라마르슈 백국
라마르슈 백작령(Comté de La Marche)은 중세 프랑스의 백국이다. 오늘날의 크뢰즈주와 거의 일치하며, 크뢰즈주는 라마르슈 백국의 국기와 문장을 그대로 주기와 휘장으로 사용하고 있다.
"라마르슈"란 "변경(프랑스어: Marche, 독일어: mark)"이라는 뜻으로, 라마르슈 백작(comte de la marche)이란 변경백이라는 뜻이 된다.
10세기에 기욤 3세 다키텐 공작이 자기 봉신 보종을 변경백으로 임명하면서 처음 백국이 형성되었다. 12세기에 뤼지냥가로 작위가 넘어갔고, 뤼지냥가는 때때로 앙굴렘 백작이나 리무쟁 백작을 겸했다.
1308년 기 드 뤼지냥이 아이 없이 죽자 프랑스 국왕 필리프 4세가 작위를 몰수했다. 필리프 4세는 라마르슈 백국을 막내아들(뒷날의 샤를 4세)의 속지로 주었다. 1327년, 라마르슈가는 부르봉가에 넘어갔다. 1435년에서 1477년 사이에 아르마냑가가 잠시 작위를 차지했지만 곧 부르봉가로 돌아갔다.
1527년, 프랑수아 1세가 변경백작 작위를 몰수하여 프랑스 왕위에 합쳤고, 라마르슈 백국은 국왕 직할령이 되었다. 이후 프랑스 혁명 때까지 라마르슈 일대는 파리 고등법원의 관할지가 되었다.

## 같이 보기
- 프로뱅스